# Arnold Strongwoman Classic
El Arnold Strongwoman Classic (anteriormente conocido como el Arnold Pro Strongwoman) es una competencia anual que presenta a las mejores atletas de fuerza de todo el mundo para determinar quién es la mujer más fuerte. Fue creado por Arnold Schwarzenegger, Jim Lorimer y Terry Todd en 2002 inicialmente para varones, y ampliado por Jan Todd para mujeres en 2017  como una rama del Arnold Sports Festival. La competencia se lleva a cabo anualmente en Columbus, Ohio.
En 2023, la competencia pasó a llamarse oficialmente Arnold Strongwoman Classic en paralelo a su homólogo masculino, el Arnold Strongman Classic.

## Formato de la competencia
Un total de 6 eventos se llevan a cabo a lo largo de dos días consecutivos para poner a prueba la fuerza de las concursantes. Cada evento otorgará puntos en un sistema en el que el ganador del evento obtiene el máximo de puntos permitidos (10), seguido por el segundo clasificado que obtiene 1 punto menos, el segundo finalista obtiene 2 puntos menos, y así sucesivamente. Al final de todos los eventos, la concursante que gane la mayor cantidad de puntos en los 6 eventos será declarada ganadora.

## Eventos regulares
1. Peso muerto con barra de elefante: las concursantes deben levantar una barra alargada adicional especialmente diseñada con placas de peso con la inscripción de Arnold Schwarzenegger desde una altura estándar de 9". El aparato fue diseñado y fabricado por Rogue Fitness USA.
2. Transporte de madera: las concursantes tienen que levantar pesadas vigas de granero atornilladas entre sí y subir por una rampa inclinada. El evento también se conoce como 'Frame Carry'.
3. Roble americano: un tronco único en el que las atletas deben presionar para realizar el máximo número de repeticiones.
4. Press de ejes: las concursantes deben levantar la exclusiva barra far grip unido a las ruedas de Apollo desde el piso hasta la cabeza tantas veces como sea posible dentro de un período de tiempo.
5. Press con mancuernas: levantamiento de la clásica mancuerna pesada "Circus". La regla básica es usar una mano a la vez y levantar la mancuerna por encima de la cabeza durante tantas repeticiones como sea posible.
6. Piedra al hombro y Steinstossen: las concursantes deben levantar una piedra hasta el hombro durante tantas repeticiones como sea posible o lanzar la piedra por encima de la cabeza a la mayor distancia. [5]
7. Bolsa sobre barra: las concursantes deben lanzar sacos de arena desde 'un paso de pato hasta una posición por encima de la cabeza' sobre una barra de 12 pies.
8. La rueda del dolor de Conan: este evento reproduce el legendario molino de granos de Conan el Bárbaro (1982), donde los concursantes tienen que empujar la enorme rueda para recorrer la distancia máxima en 90 segundos. [6]

## Ganadoras
| Año  | Campeona                                                              | Segundo lugar                                                         | Tercer Lugar                                                          | Ubicación                                                             |
| ---- | --------------------------------------------------------------------- | --------------------------------------------------------------------- | --------------------------------------------------------------------- | --------------------------------------------------------------------- |
| 2024 | Angelica Jardine                                                      | Olga Liashchuk                                                        | Lucy Underdown                                                        | Columbus, Ohio                                                        |
| 2023 | Victoria Long                                                         | Rebecca Roberts                                                       | Andrea Thompson                                                       | Columbus, Ohio                                                        |
| 2022 | Victoria Long                                                         | Andrea Thompson                                                       | Hannah Linzay                                                         | Columbus, Ohio                                                        |
| 2021 | La competencia no se llevó a cabo a causa de la pandemia de COVID-19. | La competencia no se llevó a cabo a causa de la pandemia de COVID-19. | La competencia no se llevó a cabo a causa de la pandemia de COVID-19. | La competencia no se llevó a cabo a causa de la pandemia de COVID-19. |
| 2020 | Olga Liashchuk                                                        | Danielle Vaji                                                         | Jessica Fithen                                                        | Columbus, Ohio                                                        |
| 2019 | Olga Liashchuk                                                        | Donna Moore                                                           | Andrea Thompson                                                       | Columbus, Ohio                                                        |
| 2018 | Donna Moore                                                           | Liefia Ingalls                                                        | Kristin Rhodes                                                        | Columbus, Ohio                                                        |
| 2017 | Liefia Ingalls                                                        | Kaitlin Burgess                                                       | Julie Rader                                                           | Columbus, Ohio                                                        |